# Luigi Ferrando
Pour les articles homonymes, voir Ferrando.
Luigi Ferrando connu comme Dom Luis (né le 22 janvier 1941 à Agazzano, dans la province de Plaisance, en Émilie-Romagne) est un évêque catholique italien naturalisé brésilien, évêque du diocèse de Bragança do Pará depuis mai 1996.

## Biographie
Alors qu'il n'a que 24 ans, Luigi Ferrando est ordonné prêtre le 1er mai 1965 par Paolo Ghizzoni, alors évêque auxiliaire de San Miniato.
Le 5 mai 1996, il est consacré évêque de Bragança do Pará, par le cardinal Ersilio Tonini et succède à Miguel Maria Giambelli. Il est le premier évêque non barnabite du diocèse de Bragança do Pará.
Le 17 août 2016, le pape François accepte sa démission pour limite d'âge.

## Décorations
Mgr Ferrando est décoré de l’ordre d'Antonino d'oro de la commune de Plaisance.